# Goggomobil Dart

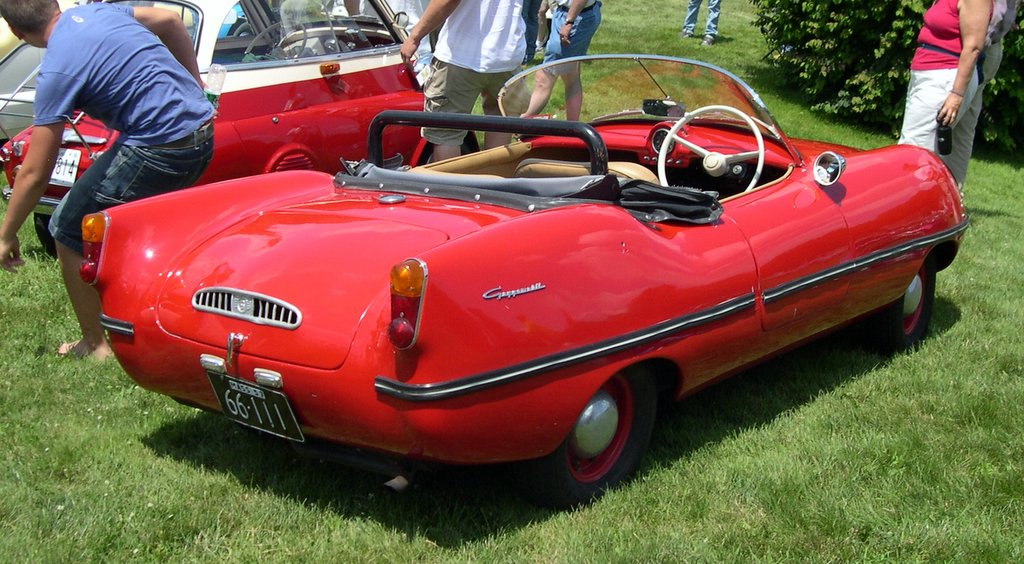
Goggomobil Dart (Heckansicht)

Der Goggomobil Dart (englisch für Pfeil) ist ein Kleinstwagen (Rollermobil) mit sportlicher Roadster-Karosserie aus Kunststoff, das von 1959 bis 1962 auf Basis des Goggomobils in Australien hergestellt wurde.

## Geschichte
Der Dart wurde ab 1957 von der australischen Buckle Motors Pty Ltd, einem bekannten Autohandelsunternehmen aus Sydney, auf Basis des Kleinstwagens „Goggomobil“ von der Hans Glas GmbH aus Dingolfing in Bayern entwickelt. Er entstand nach einer Idee von Bill Buckle, der sich an den Erfolg des Goggomobils erinnerte, eine sportlich orientierte und schnellere Variante von diesem Rollermobil für ebendiesen Markt anzubieten. Dazu reiste Buckle nach Dingolfing, überzeugte Seniorchef Hans Glas von seiner Idee und erhielt von ihm eine Lizenz zum Bau des Goggomobils als auch der von ihm erdachten Version. Als Name für das neue Auto wählte Buckle in Anlehnung an den beabsichtigten sportlichen Charakter des Zweisitzers die Bezeichnung Dart.
Der Dart basierte auf der serienmäßigen Bodengruppe mit den dazugehörigen mechanischen Komponenten einschließlich Antriebseinheit und Getriebe sowie der Motorhaube der Goggomobil-Limousine, die allesamt aus Deutschland angeliefert wurden. Er hatte jedoch im Gegensatz zum originalen Goggomobil eine eigenständig in Australien entworfene flache offene Roadster-Karosserie aus Fiberglas mit einer dem Jaguar E-Type recht ähnlichen langen abgerundeten Frontpartie mit aerodynamisch verkleideten Scheinwerfern sowie ausgeprägten hinteren Heckflossen. Zur Ausstattung gehörten ein Überrollbügel, ein einfaches schwarzes Verdeck sowie ein kleiner Kofferraum im Vorderwagen. Wegen des in Australien herrschenden Linksverkehrs hatte das Auto Rechtslenkung.
Der kleine Roadster wurde wie die Limousinen von einem luftgekühlten Reihen-Zweizylinder-Zweitaktmotor im Wagenheck angetrieben, Hubraum entweder 300 cm³ oder 400 cm³, Leistung 15 oder 20 PS. Mit seiner sehr leichten Kunststoffkarosserie wog er fahrfertig nur 345 kg, weshalb er im Vergleich zum originalen Goggomobil deutlich gesteigerte Fahrleistungen bot. Bei besserer Beschleunigung erreichte der Goggomobil Dart eine Höchstgeschwindigkeit von 100 km/h (300-cm³-Version) bzw. 110 km/h (400-cm³-Version).
Wie auch die anderen im Ausland in Lizenz hergestellten Goggomobile bzw. die weitgehend originalgetreuen oder eigenständig modifizierten Goggomobil-Derivate – und das war eine Besonderheit – trug auch der Dart das Markenzeichen mit einem stilisierten Buchstaben „G“ der Firma Glas sowohl an der Front als auch am Heck ohne von außen sichtbaren Hinweis auf den Hersteller in Australien.
Das Goggomobil Dart stand von 1959 bis 1962 in den Preislisten. Bedingt durch den relativ hohen Preis war der Verkaufserfolg im Vergleich zur Limousine jedoch gering, sodass nur etwa 700 Fahrzeuge gebaut wurden.